# Mangona

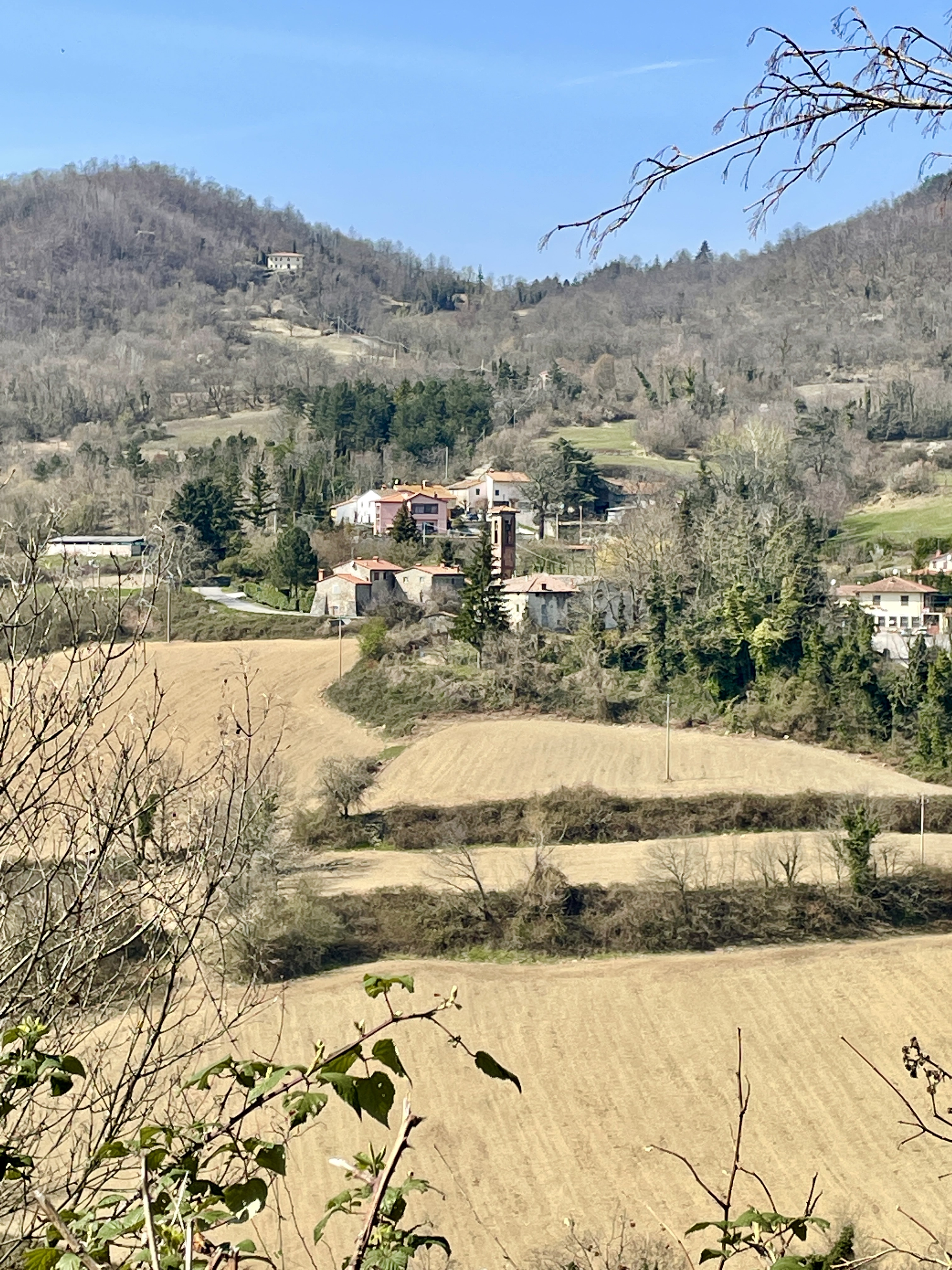
La chiesa di Santa Margherita vista dal castello.

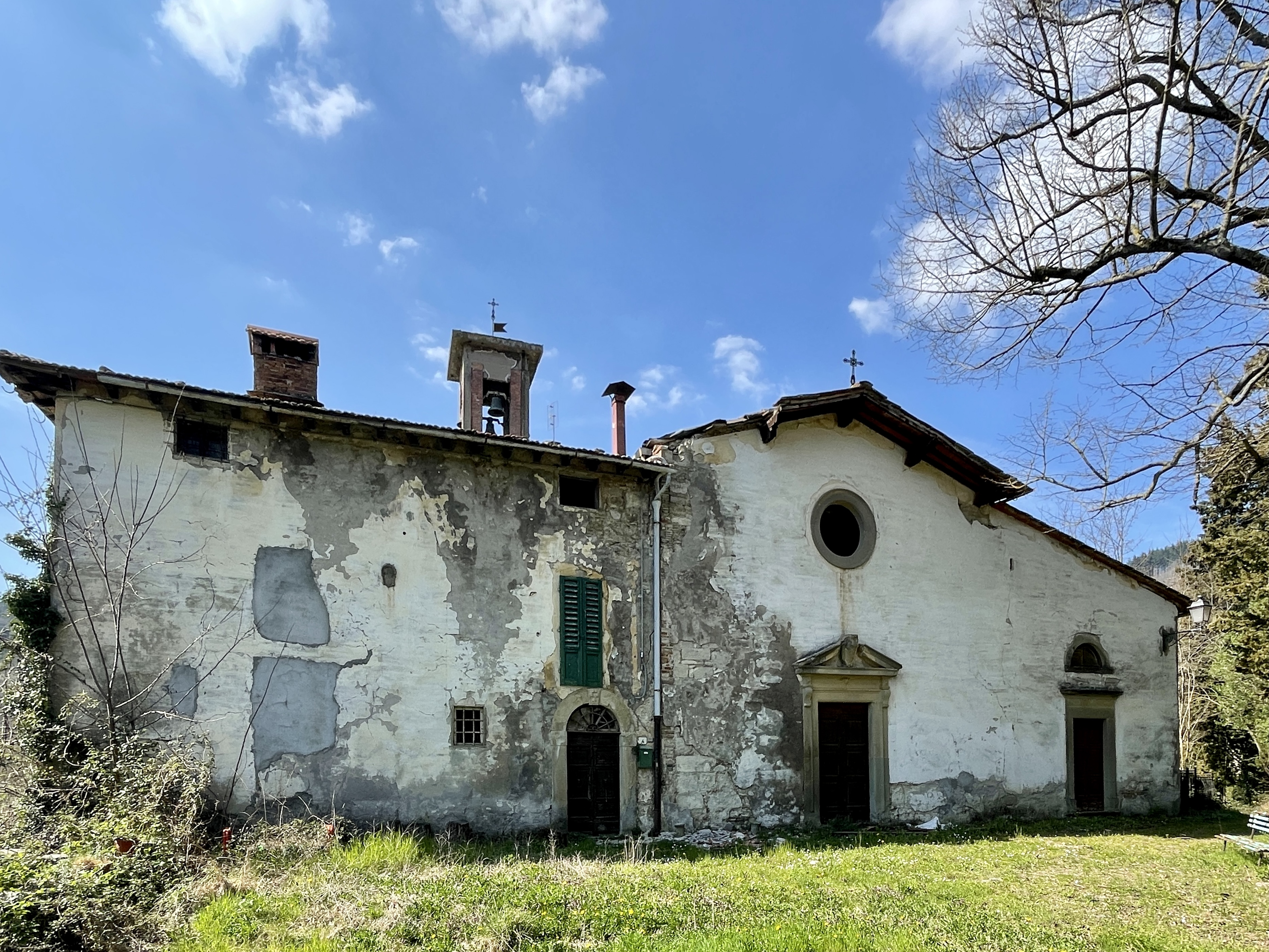
Facciata di Santa Margherita a Mangona, con la canonica a sinistra e l'oratorio a destra.

Mangona, talvolta Mangone è una località situata nel comune di Barberino di Mugello, nella città metropolitana di Firenze. In passato era stata sede dell'omonima contea, che prendeva il nome dal Castello di Mangona, ora diroccato.

## Storia

### Conti Alberti di Mangona (-1332)
A partire dal 1140, Mangona fu feudo dei Conti di Mangona, un ramo della famiglia Alberti, conti di Prato. Alberto IV degli Alberti di Mangona (1139-1203) si fece confermare il feudo dall'imperatore Federico I nel 1164, ma negli anni perse le proprietà in Chianti (Marcialla e Semifonte), e venne sconfitto nella battaglia di Montepiano del 9 settembre 1184. I suoi due figli, Alessandro e Napoleone, combatterono strenuamente per l'eredità paterna e furono condannati nella gelatina della Caina da Dante nel canto XXXII dell'Inferno: "Se vuoi saper chi son cotesti due / la valle onde Bisenzio si dichina / del padre loro Alberto e di lor due." La lotta tra i due fratelli fece intervenire il Comune di Firenze, che conquistò il castello di Mangona nel 1273 per restituirlo al legittimo proprietario Alessandro. Queste vicende sono descritte dettagliatamente da Giovanni Villani nella sua Cronica, libro VII, capitolo 68.
La bellezza delle nobildonne di casa Alberti fu celebrata da menestrelli e trovatori francesi. Le sorelle Beatrice e Adelaide di Mangona sono ricordate da Guglielmo de la Tour (-1233): "e de Magon na Biatriz la bella e n'Alazais / sa sor, qui sap ja la novella" (tradotto: "e di mangona donna Beatrice la bella, e donna Adelasia sua sorella"). Anche Aimeric de Peguilhan (1170-1230) ricorda in un'altra canzone Beatrice: "Per la bona comtessa Beatriz / per la gensor e per la plus valen / qu'es mort'! Oi, Dieus!."

### Conti Bardi di Vernio (1332-41)
Margherita di Nerone, ultima discendente degli Alberti di Mangona, vendette la Contea il 14 ottobre 1332 a Pietro di Gualtieri de' Bardi (-1345) per 10 000 fiorini d'oro. Il potere di Pietro ben presto impensierì il Comune di Firenze, che nel 1338 varò una legge perché nessun cittadino comprasse castelli ai confini della città "e ciò si fece, perché quelli della casa de' Bardi, per loro grande potenzia e ricchezza, aveano in quelli tempi comperato il castello di Vernia e quello di Mangona... dubitando il popolo di Firenze, che non montassono eglino e gli altri grandi di potenzia e superbia per abbattere il popolo, come feciono appresso non è gran tempo..." Pietro fu il committente della Cappella Bardi di Mangona nel transetto sinistro della Basilica di Santa Croce a Firenze. Gli affreschi con le Storie di San Silvestro e Costantino, in cui viene illustrato l’incontro tra il papa e l’imperatore pagano fino alla conversione di quest’ultimo, furono opera del famoso pittore Trecentesco Maso di Banco.

### Nel contado fiorentino

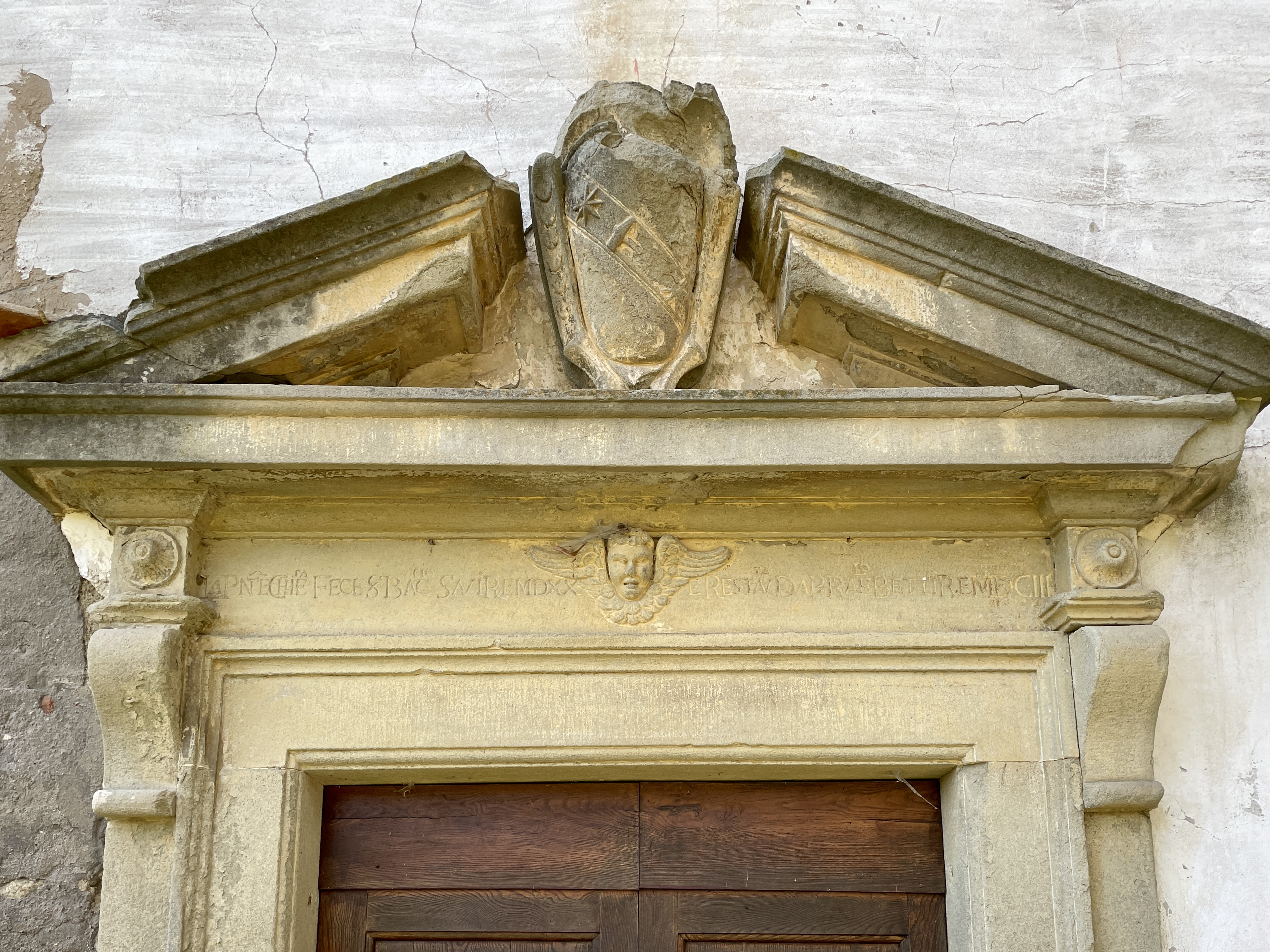
Dettaglio del portale della chiesa di Santa Margherita a Mangona

A seguito di una congiura organizzata da Pietro contro il governo fiorentino, il 15 gennaio 1341 fu costretto a svendere al Comune di Firenze una parte della Contea, comprendente il castello e il feudo di Mangona, come anche riportato nella Cronaca di Giovanni Villani: "E del mese di gennaio seguente il Comune comperò Mangone da messer Andrea de' Bardi 7.700 fiorini d'oro". I Bardi rimasero a capo della Contea di Vernio fino al 1814, mentre Mangona rimase nei possedimenti fiorentini.
Nel 1345, fu redatta una lista dei capifamiglia abitanti, che da allora sarebbero diventati cittadini fiorentini: Mangona contava 29 capifamiglia, con altri 13 nobili del territorio. Il 10 gennaio 1366, gli Ufficiali delle Castella del Comune di Firenze fecero un sopralluogo del castello di Mangona e ne scrissero una descrizione trascritta nelle note della edizione del Torracchione Desolato del 1887: il castellano Jacopo Malefici aveva con sé 800 frecce, 2 lanterne, 4 staia di sale, 12 staia di biscotto, 2 bombarde grosse e 3 cataste di legna.
"Amministrativamente il territorio venne inserito nel Piviere di San Gavino Adimari e quando i pivieri, di origine ecclesiastica, furono sostituiti dalle Leghe, organismi politico-militari aventi come funzione il controllo del territorio del contado, Mangona entrò a far parte della Lega di Santa Reparata a Pimonte." È del 12 dicembre 1416 lo Statuto della Lega di Mangona e di Santa Reparata, un documento che racchiude rubriche sulla "difesa e il mantenimento dei beni coltivati e dei loro prodotti sul terreno". "Quando si rese necessario un sistema di controllo ancora più capillare nacquero le Podesterie. Così, la vecchia lega di Santa Reparata fu inserita nella nuova Podesteria di Barberino, che si denominava “di Barberino e Mangona”. Nel catasto del 1427, Mangona contava 82 “fuochi” (unità familiare soggetta a fiscalità), contro i 75 di Barberino e i 17 di Santa Reparata. Nel Cinquecento, poi, Barberino prese il sopravvento e il nome di Mangona venne tolto".
Durante gli anni dell'assedio di Firenze (1529-32) da parte delle truppe imperiali di Carlo V e del Papa Clemente VII per ristabilire il dominio dei Medici e sciogliere la Repubblica Fiorentina, Mangona fu al centro di un episodio di ribellione popolare contro le truppe mercenarie mandate a saccheggiare le campagne. Nel luglio 1530, mentre la compagnia di circa 1 500 soldati comandata dal condottiere Cesare da Napoli si trova nel territorio di Barberino, un gruppo di contadini di Mangona trucidò quattro soldati mandati ad esigere una somma di denaro dalla comunità. Cesare fu costretto ad intervenire personalmente nelle trattative per trovare un accordo più favorevole con Mangona.

### Storia moderna
Nel 1784 qui nacque il medico Pietro Betti. I Betti ad inizio Ottocento erano facoltosi proprietari terrieri a Mangona, compreso il Podere di Corte, oggi chiamato la Fattoria.
"Nel 1788 a Mangona venne costruita una nuova dogana presso il Rio della Vergine, all'incrocio con le strade per Vernio e Monteccucoli, che sostituì gradualmente la dogana delle Forche - fino al 1797 posto confinario tra la Contea di Vernio ed il Granducato di Toscana - che veniva a trovarsi lungo un itinerario meno agevole e frequentato. Di quest'ultima resta il ricordo nel toponimo Poggio Dogana e in quello Doganaccia rimasto ad alcuni ruderi lungo il sentiero da Montecuccoli a Poggio Cupola. Anche la dogana di Mangona venne comunque soppressa nel 1814 dopo la riunione della Contea di Vernio al Granducato."
Mangona ospitò Giuseppe Garibaldi durante la sua fuga (la "trafila toscana"), dopo la resa di Roma, e dopo la morte della moglie Anita. Il 26 agosto 1849 Garibaldi, avendo attraversato l'Appennino Tosco-emiliano proveniente da Santa Sofia, raggiunse Mangona. "Cercarono delle guide e, trovato tale Giuseppe Cavicchi, colono del marchese Torrigiani, alle due della notte tra il 25 e il 26 partirono con lui in calesse da Santa Lucia alla volta di Mangona (in Stocchi 1892, p. 685: “passando per le vie più fuor di mano, perché la strada principale passava per Casaglia, dove quel giorno ricorreva una fiera molto frequentata”) e proseguirono poi per Montecuccoli, posto su di un cocuzzolo a quota 638 all’estremo nord dei monti della Calvana". In via Mezzana 3 a Monteccoli c'è una lapide che ricorda la sosta. Da qui arrivarono al Mulino di Cerbaia dove proseguirono lungo la Val Bisenzio per Prato.

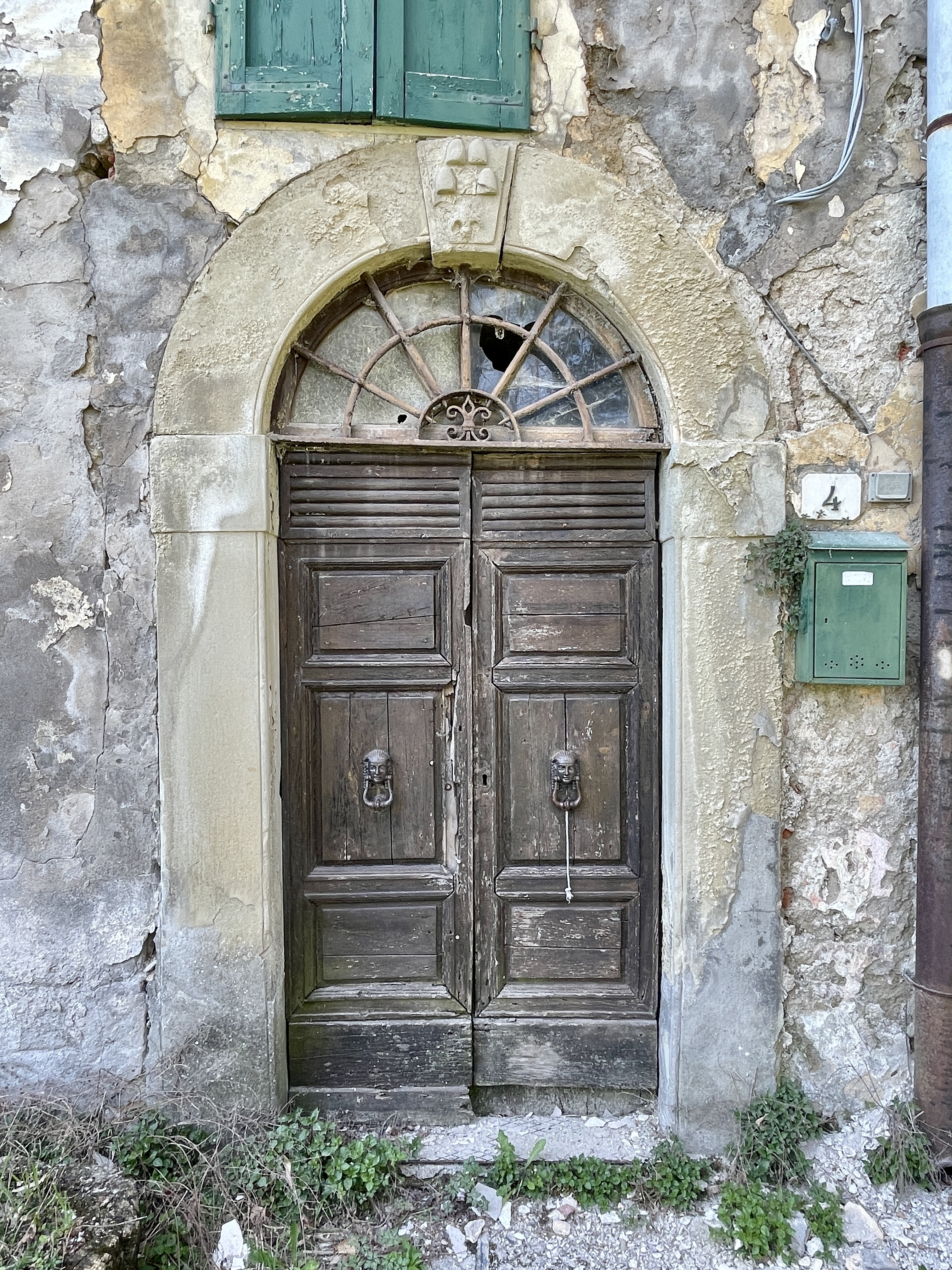
Porta della canonica della chiesa di Santa Margherita

Durante la seconda guerra mondiale attraverso le colline sopra Mangona passava la linea gotica, ultima difesa organizzata dalle truppe tedesche per fermare l'avanzata degli alleati nella penisola. "Dai documenti militari Usa si è potuta ricostruire analiticamente la battaglia dal 9 Settembre 1944, inizio dell’avanzata dalla periferia di Prato del 133º reggimento della 34 Div. Usa, fino al 24 Settembre, giorno del raggiungimento di Vernio e del valico di Montepiano". Le difficoltà legate alla permanenza del fronte nella zona di Mangona non risparmiò neanche il parroco di Santa Margherita don Crisante Taddei, che nel 1944 denunciò di essere stato derubato dai tedeschi di tutti i letti e di molte altre suppellettili utili e ridotto ad avere bisogno di sussidio.
Al censimento del 1951, la frazione di Mangona contava i seguenti abitanti: Santa Margherita 3, Canturato 7, Vezzana 6, le Caselle 6.

## Clima
Dati:https://www.sir.toscana.it/
| Mangona            | Gen  | Feb | Mar  | Apr  | Mag  | Giu  | Lug  | Ago  | Set  | Ott  | Nov  | Dic |
| ------------------ | ---- | --- | ---- | ---- | ---- | ---- | ---- | ---- | ---- | ---- | ---- | --- |
| T. max. media (°C) | 7,2  | 8,1 | 11,9 | 16,2 | 20,8 | 24,7 | 27,6 | 27,3 | 22,7 | 16,8 | 11,2 | 8,0 |
| T. min. media (°C) | -0,8 | 0,1 | 2,7  | 6,0  | 9,7  | 13,1 | 16,2 | 16,0 | 12,9 | 8,1  | 3,6  | 0,2 |

## Monumenti e luoghi d'interesse

### Architetture religiose
Mangona è stata storicamente divisa in due parrocchie, San Bartolomeo all'interno del castello, e Santa Margherita, costruita un chilometro a nord più a valle.

#### Chiesa di San Bartolomeo

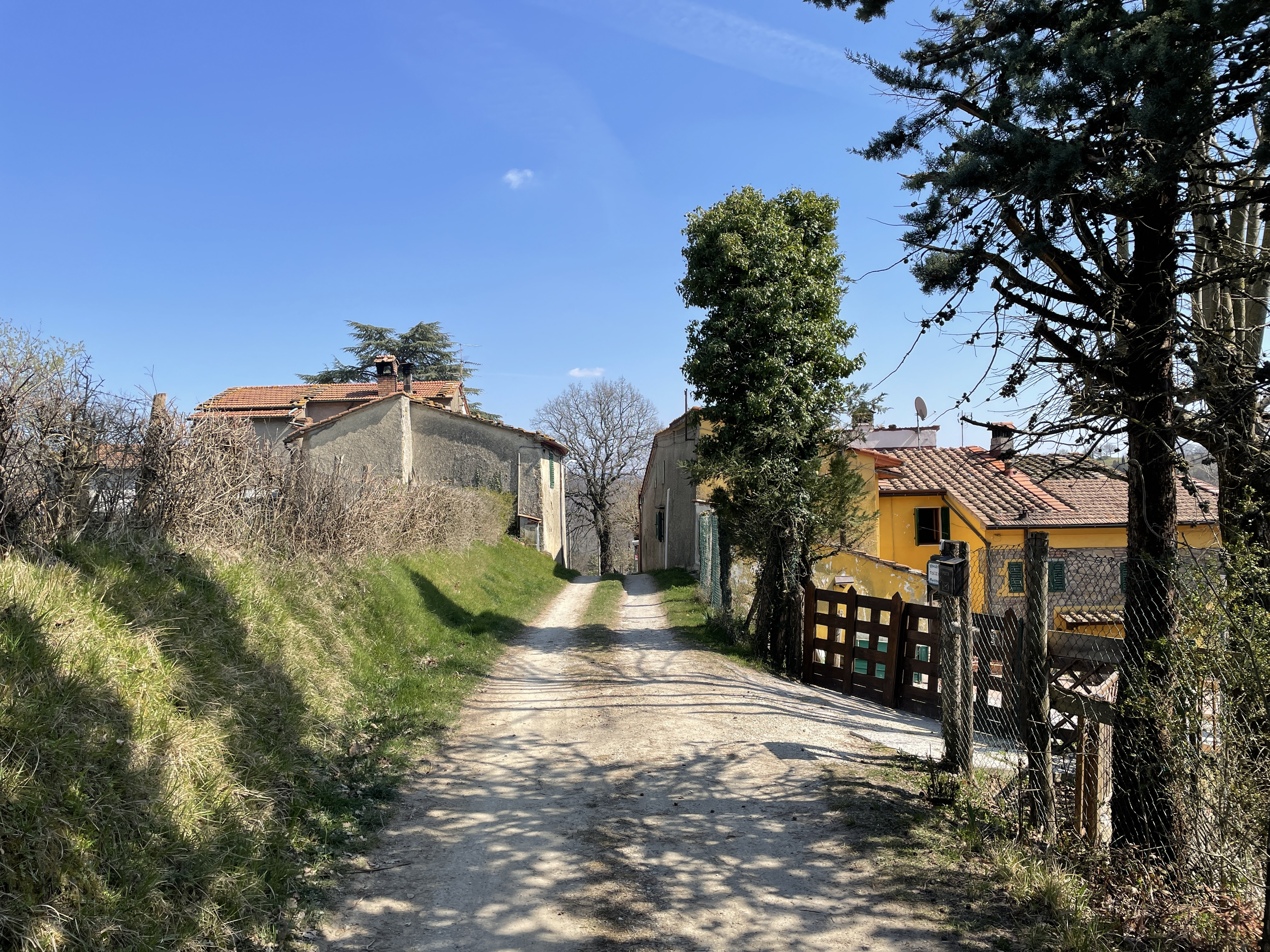
Paese di Mangona. Il podere della Compagnia dei Bardi di Vernio

L'origine della fondazione di San Bartolomeo è incerta. Nel 1342 il Duca di Atene volle fondare nella chiesa tre cappelle dedicate alla Vergine, a San Paolo e a San Niccolò. Già nel XVI secolo la chiesa risultava in rovina e sprovvista dell'abitazione del parroco.
Tra il 1605 e il 1613, la chiesa e la canonica furono ricostruite, operazione ricordata dalla iscrizione posta sopra la porta della canonica: "Alessandra Gherardeschi Martelli fece fare questa casa a sue spese 1613".
Nel 1902 risultava in terra un'arme di marmo Martelli e Gherardesca che originariamente era posta sopra l'iscrizione. Nel 1970 la parrocchia contava 120 abitanti. Oggi la chiesa di San Bartolomeo è una casa privata.

#### Chiesa di Santa Margherita

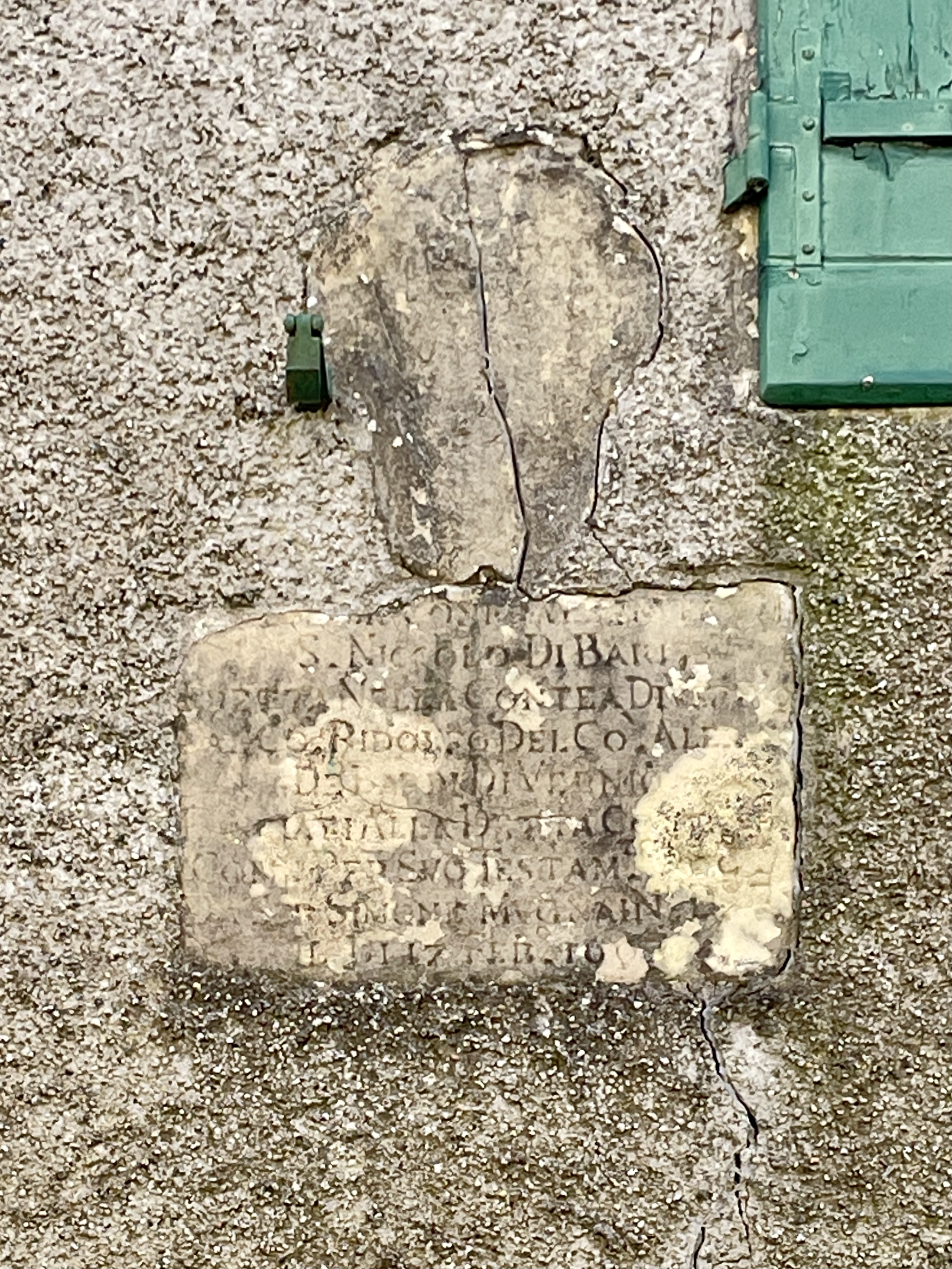
Stemma dei Bardi di Vernio con un'iscrizione che ricorda il lascito del podere da parte del Conte Ridolfo de Bardi di Vernio alla Compagnia di San Niccolò di Bari di Vernio, creata da lui con il suo testamento il 17 febbraio 1607. Da quel momento chiamato il Podere della Compagnia.

La chiesa di Santa Margherita (chiamata anche "alla Consuma") risale almeno al 1276, quando documenti della Decima Pontificia ricordano i proventi della parrocchia: "Ecclesia sancte Margherite de Mangone pro I et II paga solvit lib. II sold. III". Nella campana più antica è inciso: A.D. 1382; in quella maggiore del campanile è scritto: 1565 Christus Rex. 
La chiesa fu riedificata nel 1520, come ricorda l'iscrizione sopra la porta della chiesa: "La presente chiesa fece ser Baccio Savi Rettore 1520. Restaurata da prete Raffaello Betti Rettore 1602". Poco dopo, nel 1603 circa, per la chiesa fu commissionata dallo stesso rettore Betti una pala a Jacopo Chimenti, detto l'Empoli, con la Madonna col Bambino e i santi Sebastiano, Margherita, Nicola di Bari e Raffaele con Tobiolo, oggi nella sagrestia di San Niccolò oltrarno a Firenze.
L'oratorio posto a destra della chiesa è intitolato a San Barnaba. La parrocchia è sempre stata proprietaria del Podere della Chiesa, costituito da una casa colonica e una stalla con fienile, oggi divisa dalla chiesa dalla nuova strada per Vernio, e recentemente restaurata. 
La chiesa fu restaurata dopo il terremoto del 1919 e l'altare maggiore rifatto nel 1937. La parrocchia nel 1970 contava 108 abitanti ed è oggi dismessa. 

### Mulini
Nel territorio di Mangona storicamente vi erano due mulini: Il mulino del Toro e il mulino di Penco, entrambi sul torrente Aglio.

#### Mulino del Toro
Vecchio di almeno 300 anni, "situato a nord di Mangona in posizione ora quasi inaccessibile, era di proprietà Benelli e veniva gestito dalla stessa famiglia, i Carmannini, che lavorava al mulino di Penco che si trovava a poche centinaia di metri più a sud sullo stesso torrente Aglio. Nello stabile di piccole dimensioni oltre al mulino vi era anche un'abitazione e vicino all'edificio si trova un toro (serra) naturalmente scavato nella pietra. I maggiori clienti del mulino erano i contadini delle zone di Terenzana e Vezzana; si macinavano, grano, granturco, biade, castagne. È un mulino tradizionale con due macine di pietra Anconese e Carpineta comandate da ritrecini in legno tradizionali che ricevevano l'acqua da una gora corta e un piccolo margone data la vicinanza del toro (serra). Cessata l'attività nel 1920 circa, d a molti anni abbandonato, l'edificio è in rovina e ricoperto di vegetazione." 

#### Mulino di Penco
"La famiglia Carmannini era presente in questo mulino da almeno trecento anni, era di proprietà della Fattoria di della Fattoria di Cirignano e macinava grano, granturco, biade e castagne per i contadini della zona di Mangona. La stessa famiglia conduceva fino al 1922 il mulino del Toro. La caratteristica di questo mulino era data dalla ripresa, che come dice il nome era posta di norma a valle del mulino, ma nel mulino di Penco si trovava prima, lungo la gora che lo alimentava. Nel periodo dell'ultima guerra mondiale fu installato nel mulino principale un sistema per produrre energia elettrica usando residuati bellici, con una dinamo collegata con la macina e una serie di accumulatori. Si aveva così la luce per il mulino e in inverno anche per la soprastante abitazione. È un mulino tradizionale con due macine di pietra Anconese e Carpineta nell'edificio principale e di Brescese nella ripresa. Trazione delle macine con ritrecini in legno tradizionali e con due margoni sulla lunga gora: uno piccolo per la ripresa e uno gran de per il mulino principale. Vi era anche un buratto azionato da motore a scoppio. Cessata l'attività nel 1962 l'edificio è ridotto alle mura perimetrali o poco più." 

## Infrastrutture e trasporti
Mangona è collegata con Barberino di Mugello e Montepiano (PO) tramite la Strada Provinciale 36. La stazione ferroviaria di Vernio-Montepiano-Cantagallo sulla vecchia direttissima Firenze-Bologna dista 6,8 km. La stazione di San Piero a Sieve lungo la ferrovia Faentina dista 20 km. Autobus delle Autolinee Toscane e CAP partono da Barberino di Mugello (8 km).

## Curiosità
Il poema eroicomico in venti canti Il torracchione desolato del barbarinese Bartolomeo Corsini (1606-73) tratta di una contesa amorosa tra Alcidamante conte di Mangone e Lazzeraccio, conte di Ortaglia, e si svolge prevalentemente nel territorio tra Mangona e Barberino. Scritto circa nel 1660, fu stampato solo nel 1768 a Parigi.
Il film Padroni di casa (2012) con Gianni Morandi ed Elio Germano è stato girato a Mangona.